# بيتر جيليس
بيتر جيليس (28 يوليو 1486 - 4 أو 6 نوفمبر 1533) كان سكرتيرًا لمدينة أنتويرب في أوائل القرن السادس عشر. اشتهر بكونه صديقا لكل من دسيدريوس إراسموس وتوماس مور.